# 泥棒猫ヒナコの事件簿 別れの夜には猫がいる。
『泥棒猫ヒナコの事件簿 別れの夜には猫がいる。』（どろぼうねこヒナコのじけんぼ わかれのよるにはねこがいる）は、永嶋恵美による日本の小説。「泥棒猫ヒナコの事件簿」シリーズ第2作目となる。
収録作品5篇のうち、「宵闇キャットファイト」のみ徳間書店発行の文芸誌『本とも』2011年3月号に掲載され、他の4篇はすべて書き下ろし作品で2011年8月に徳間文庫として刊行された。
その後、TSUTAYAの「復刊プロデュース文庫」プロジェクトとして、2017年7月に徳間文庫（新装版）が刊行された。
様々な恋愛トラブルを「泥棒猫」と呼ばれる皆実雛子（ヒナコ）が「強奪」という手段で鮮やかに解決していく姿を描いた5篇が収録されている。
2024年4月から6月まで朝日放送テレビの「ドラマL」枠で「泥棒猫ヒナコの事件簿」シリーズを原作としたドラマが放送された（テレビドラマ参照）。   

## あらすじ
3つ年上の姉の影響で篠原楓は小さい頃からピアノを習っており、中学の時はコンクールにも出場し、やがて、姉や家族の期待を受けて音楽大学に進んでいる。
そして、ピアノ科1年の時に地方で開催される音楽祭に出場するために乗り合わせた路線バスの山道での事故で重傷を負い、数カ所に及ぶ手術の後、転院先でリハビリを受ける。その理学療法室でリハビリ仲間の里村玲二と出会い、彼が楓の名前を元カノと同じと勘違いし、話しかけられたことがきっかけで次第に仲良くなり、交際を始めている。
しかし、楓は事故で右手の中指に障害が残っており、退院して帰宅してピアノを弾こうとしたが、右手中指だけでなく、他の指もなぜか満足に動かなくなっていた。ピアノの演奏ができなくなった楓は過呼吸の発作を起こし、いつの間にかリストカットをするようになる。
ただ、玲二と一緒にいる時だけは楓は平常心でいられることに気づいた楓の姉が玲二と同棲することを勧め、ふたりは一緒に暮らし始める。しかし、最初は順調だと思われたが1ヶ月もたたないうちに過呼吸の発作とリストカットが始まってしまう。それでも、玲二はずっと楓に寄り添ってくれたが、このままでは玲二に迷惑をかけるだけと考えた楓は皆実雛子に玲二の強奪を依頼する。
玲二に対する雛子の接近が進んでいこうとするある日、楓は雛子から池袋まで出てくるよう指示される。そこは、玲二が雛子に馴れ馴れしくしている現場だった。本来は楓が玲二に怒りの演技をするはずだったが、反対に玲二に何かもお芝居だと謝ってしまい、楓から玲二に別れを告げることになる。
雛子からは楓の間違いは依存する相手を間違えたことで、楓がしがみついたくらいではびくともしないような頑丈な男を選びなさいと言われ、普通の生活をしたらなかなか見つからないが、雛子たちと一緒に仕事をしていれば、見つけることができるとも言われる。
楓は音感に優れ、電話越しにでも人の声の微妙な違いを聞き分ける力を持っている。その力を使って、雛子から一緒に仕事をするよう誘われる。そして、楓も加わり、雛子たちは「恋人と穏便に別れたい」、「何らかの目的をもって他のカップルを別れさせたい」など、悩める女性の依頼を受け、特定の男性を合法的に強奪することによって解決していく。

## 登場人物

### 主要人物
皆実雛子（みなみ ひなこ）
オフィスCAT勤務。成功率100%の強奪屋で「泥棒猫」とも呼ばれている。
依頼者と待ち合わせる時は赤いセルフレームの眼鏡に、髪型は三つ編みのお下げが3本という目立つ格好となる。
普段は野暮な恰好だが、依頼を受けるとターゲットを強奪するために、どんな女性にもなりきる。
篠原楓（しのはら かえで）
オフィスCATの見習い。「孔雀たちの夜宴」では柏木マヤの依頼を担当、「別れの夜には猫がいる」では自身が依頼者となった後、雛子から誘われて一緒に働き始める。

### 宵闇キャットファイト
朝枝沙紀（あさえだ さき）
駅ビルの中のアパレルショップの店員。鞠江から上原詩織が沙紀から智志を横取りしたことを聞かされ、共同でオフィスCATに依頼することを提案される。
土井鞠江（どい まりえ）
智志、詩織とは大学のゼミが同じ。彼氏を籠絡した、節操のない詩織に恨みを抱いている。
藤野智志（ふじの さとし）
沙紀の元彼。詩織に横取りされてしまうが、沙紀はできるならよりを戻したいと思っている。「孔雀たちの夜宴」に登場。
上原詩織（うえはら しおり）
節操がなく鞠江の付き合い始めた彼氏を横取りしているが、3ヶ月ほどで別れている。

### 孔雀たちの夜宴
柏木マヤ（かしわぎ マヤ）
本業は小物商。ニューハーフで、本人曰く「名誉乙女」。名刺には「柏木真哉」と書かれている。
楓はマヤから、とある合コンに潜入してお持ち帰りされるふりをして参加者の大西直人を外に連れ出すよう依頼されている。
大西直人（おおにし なおと）
名の通った企業に勤務している。マヤ曰く「最低最悪男」。女性に泣きボクロさえあれば相手かまわないほど泣きボクロフェチ。

### 夜啼鳥と青い鳥
テレビドラマ第2話・第3話の原作。
春日小夜子（かすが さよこ）
看護師。移り気で男性との交際が長続きしない。真一とは通算の交際期間は長いが、何度も別れている。
勤務先の医師の杉原とも酔った勢いでその場限りだと思っていたが、杉原が別れてくれないため、雛子に強奪を依頼する。
片江麻紀（かたえ まき）
看護師。小夜子の高校時代からの友人。姉御肌で気が強い。
須藤茜（すどう あかね）
小夜子の高校時代からの友人。大人しく聞き上手。
竹野真一（たけの しんいち）
小夜子の彼氏。移り気な小夜子とは別れとより戻しを頻繁に繰り返しているが、その都度受け入れる優しい男性。
杉原悠介（すぎはら ゆうすけ）
小夜子の勤務先の医師。副師長の元彼。すぐにナースに手を出し、しかも複数交際が大好き。
鈴木由紀恵（すずき ゆきえ）
副師長。小夜子の憧れの上司。元彼の杉原には今でも未練があり、杉原に近づくナースがいれば全力で阻止するなどという噂がある。

### 烏の鳴かぬ夜はあれど
テレビドラマ第7話・第8話の原作。
テレシータ・アロヨ・緒方（テレシータ アロヨ おがた）/ テス
依頼人。フィリピンパブ「シャングリラ」で働くホステス。母親に楽をさせてあげるため来日するが、母親は急死してしまう。
緒方善之（おがた よしゆき）
テスの夫で離婚調停中。テスの店の常連客だった。テスとの間に幼い長男がいる。
浅沼陽子（あさぬま ようこ）
家裁調査官。
ジェニファ
テスの同郷で先輩のホステス。

### 別れの夜には猫がいる
テレビドラマ第9話・最終話の原作。
篠原楓（しのはら かえで）
「篠原楓」は雛子に聞かれて適当に名乗った偽名で本名は不明。入院先の病院で知り合った彼氏・玲二の強奪を依頼する。
音楽大学ピアノ科1年の時に乗り合わせた路線バスの事故で右手の中指に障害が残り、ピアニストを諦めている。
里村玲二（さとむら れいじ）
バイク便の配達中に転倒事故を起こす。楓とは入院先の理学療法室でリハビリ仲間として知り合う。
楓は元カノのユキコと似ており、しかも楓の名前をユキコと聞き間違えたことから、楓のことをユッコと呼ぶようになる。

## 書誌情報
- 永嶋 恵美（著）『泥棒猫ヒナコの事件簿 別れの夜には猫がいる。』（2011年8月5日発売[4]、徳間文庫、ISBN 978-4-19-893421-7）
- 永嶋 恵美（著）『泥棒猫ヒナコの事件簿 別れの夜には猫がいる。』〈新装版〉（	2017年7月7日発売[1]、徳間文庫、ISBN 978-4-19-894237-3）